# Rafael Ladrón de Guevara
Pour les articles homonymes, voir Ladrón de Guevara.
Rafael Ladrón de Guevara Ortiz de Urbina, né le 3 octobre 1952 à Vitoria, est un coureur cycliste espagnol, professionnel de 1977 à 1982.

## Palmarès
- 1974
  - 3e du Tour de Navarre

- 1976
  - 2e de la Prueba Alsasua

- 1977
  - Tour de La Rioja :
    - Classement général
    - 2e étape

- 1978
  - Memoria Santi Andia

- 1979
  - 2eb étape du Tour de Cantabrie
  - 2e du Trofeo Masferrer
  - 3e du GP Llodio
  - 3e du Trofeo del Sprint

- 1980
  - 1re étape du Tour d'Andalousie

## Résultats sur les grands tours

### Tour de France
2 participations
- 1979 : abandon (3e étape)
- 1981 : hors délais (15e étape)

### Tour d'Espagne
4 participations
- 1977 : 18e
- 1979 : 34e
- 1980 : 37e
- 1981 : abandon (16e étape)

### Tour d'Italie
1 participation
- 1980 : 41e